# پلنترزویل (آلاباما)
پلنترزویل (به انگلیسی: Plantersville) یک منطقهٔ مسکونی در ایالات متحده آمریکا است که در شهرستان دالاس، آلاباما واقع شده‌است. پلنترزویل ۱٬۴۱۲ نفر جمعیت دارد و ۷۴٫۹۸ متر بالاتر از سطح دریا واقع شده‌است.